# São Bartolomeu (Vila Viçosa)

Localização da Freguesia de São Bartolomeu no Município de Vila Viçosa.

A Freguesia de São Bartolomeu (oficialmente, Vila Viçosa (São Bartolomeu)) foi uma muito pequena freguesia portuguesa do Município de Vila Viçosa, com apenas 0,21 km² de área e 858 habitantes (2011), e, por isso, uma densidade populacional de 4 085,7 h/km².
Foi extinta pela reorganização administrativa de 2012/2013, sendo o seu território integrado na freguesia de Nossa Senhora da Conceição e São Bartolomeu, terminando assim a anterior situação de freguesia-enclave.
A Freguesia de São Bartolomeu tinha a particularidade de ser uma das únicas três freguesias-enclave de Portugal: estava totalmente rodeada pelo território da antiga freguesia da Conceição (150 vezes mais extensa do que ela), com quem formava a vila de Vila Viçosa. No antigo território de São Bartolomeu localizam-se os Paços do Concelho da vila, o que fazia dela o centro político da mesma.

## População
| População da freguesia de Vila Viçosa (São Bartolomeu) | População da freguesia de Vila Viçosa (São Bartolomeu) | População da freguesia de Vila Viçosa (São Bartolomeu) | População da freguesia de Vila Viçosa (São Bartolomeu) | População da freguesia de Vila Viçosa (São Bartolomeu) | População da freguesia de Vila Viçosa (São Bartolomeu) | População da freguesia de Vila Viçosa (São Bartolomeu) | População da freguesia de Vila Viçosa (São Bartolomeu) | População da freguesia de Vila Viçosa (São Bartolomeu) | População da freguesia de Vila Viçosa (São Bartolomeu) | População da freguesia de Vila Viçosa (São Bartolomeu) | População da freguesia de Vila Viçosa (São Bartolomeu) | População da freguesia de Vila Viçosa (São Bartolomeu) | População da freguesia de Vila Viçosa (São Bartolomeu) | População da freguesia de Vila Viçosa (São Bartolomeu) |
| ------------------------------------------------------ | ------------------------------------------------------ | ------------------------------------------------------ | ------------------------------------------------------ | ------------------------------------------------------ | ------------------------------------------------------ | ------------------------------------------------------ | ------------------------------------------------------ | ------------------------------------------------------ | ------------------------------------------------------ | ------------------------------------------------------ | ------------------------------------------------------ | ------------------------------------------------------ | ------------------------------------------------------ | ------------------------------------------------------ |
| 1864                                                   | 1878                                                   | 1890                                                   | 1900                                                   | 1911                                                   | 1920                                                   | 1930                                                   | 1940                                                   | 1950                                                   | 1960                                                   | 1970                                                   | 1981                                                   | 1991                                                   | 2001                                                   | 2011                                                   |
| 1 918                                                  | 1 774                                                  | 1 901                                                  | 1 890                                                  | 1 935                                                  | 1 906                                                  | 2 033                                                  | 2 123                                                  | 2 184                                                  | 1 876                                                  | 1 933                                                  | 1 708                                                  | 1 262                                                  | 1 078                                                  | 858                                                    |

## Património
- Igreja e Convento de Santa Cruz
- Igreja de São Bartolomeu ou Igreja de São João Evangelista ou Igreja do Colégio dos Jesuítas
- Casa Doutor Barata ou Moradia Barata dos Santos